# 農場

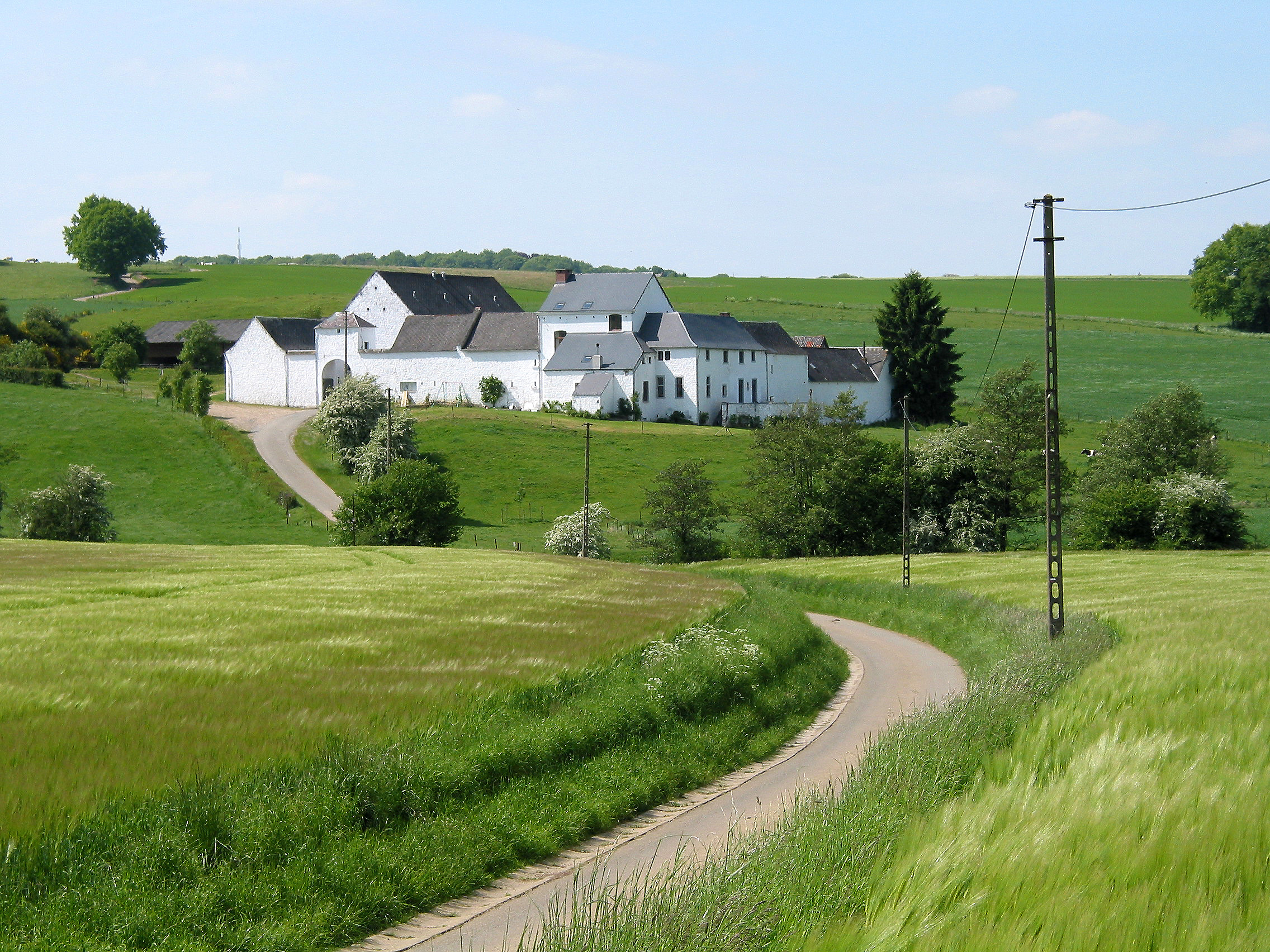
ベルギー、モゼの農場

農場（のうじょう、英: farm）とは、農業経営を行うための場所あるいは農業経営体そのもの。

## 機能

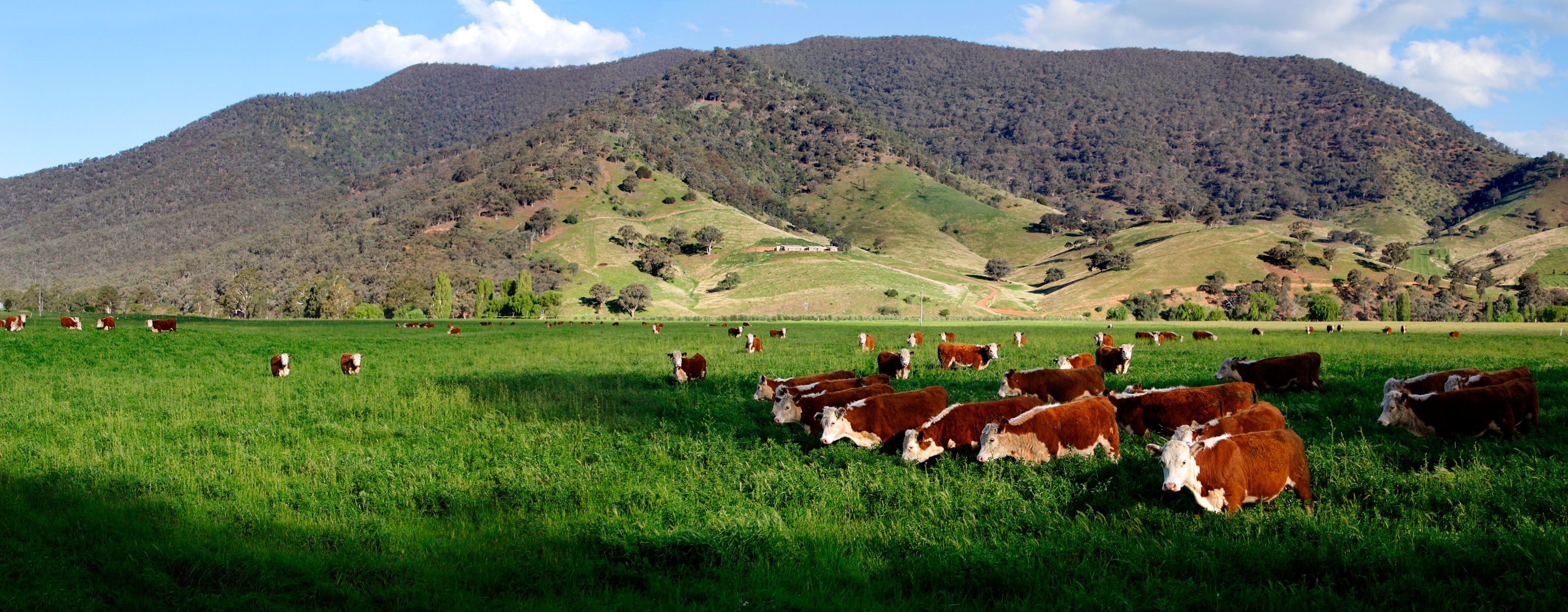
農場の牛の群れ

農場は、農業経営を行う場所という観点では、農業経営を行う人々（事業主やその家族もしくは被用者）が直接耕作を行う土地のことをいう。ここでいう農業経営とは作物の栽培などの農産物の生産、家畜や家禽さらに蜜蜂の飼養などをいう。
また、農業経営体としての農場は、独立して農業経営を行う経営体をいい、圃場や施設などの土地建物、作業者等の農業活動をすべて含む。農場を構成する「圃場」は「作物を栽培する土地およびグリーンハウスなどの施設」と定義される。
農場は作物を栽培する作物栽培農場と畜産を行う畜産農場に分類できる。
作物栽培農場
作物栽培農場には水田畑作と園芸（露地園芸や施設園芸など）がある。
もっぱら野菜を栽培する場を菜園（truck farm）という（truck とは物々交換を意味するが、古語では野菜のことを呼んだ）。果物を生産する農場は果樹園（orchard）と呼び、特にぶどう、ワイン、レーズンなどを育てる果樹園を葡萄園（ヴィンヤード、vineyard）という。
九州の熊本、山都町や阿蘇地方では、主に自家用野菜を生産する小規模な畑を「しゃえん」と呼んでいる。これは菜園がなまったものと考えられる。
畜産農場
畜産の形態には放牧（放牧畜産）と舎飼（舎飼畜産）がある。放牧のための場所は牧場（ぼくじょう、まきば）といい、特に、草原など放牧地で牧畜を行う放牧場は英語でランチ（ranch）、スペイン語でエスタンシア（estancia）と呼ばれる。放牧地で家畜を飼育している場は牧場と呼ばれる一方、家畜が他の場所で生産された飼料に閉じ込められて飼育されている場合には通常、肥育場という用語が使用されている。酪農場は雌牛、ヤギまたは他哺乳類から乳を搾乳して生産するための農場で、生産物（乳）はオンサイト処理され搬送することができる設備を備える。酪農牛には多くの品種があるが加工品および最終的に小売用として搾乳される生産物で製品に値する品質になるのにはホルスタイン、ノルウェーレッド、コストロマ、ブラウンスイスなどの乳が知られ、西欧諸国ではほとんどはこうした家畜からの生産物を加工生産するのに一元化された乳製品生産施設（工場）となっていてクリーム、バター、チーズやミルクなどを生産している。米国ではこれらの乳製品を扱う企業は通常地場企業であるが、南半球では施設は非常に大規模で全国的または多国籍企業（フォンテラなど）などによって運営されている場合がある。酪農農家も商業用に満足のいくものではないとして、一般にオス子牛については子牛の肉、牛肉として販売するのが主である。多くの酪農場では通常はトウモロコシ、アルファルファ、干し草などの飼料も栽培しており、牛に与える分を生産し、さらに冬季に使用するためにサイレージに保管する。そして生産性を改善するために、追加の栄養補助食品が飼料に混入されている。
養鶏場は一般的に肉や卵の生産のために鶏（卵層またはブロイラー）、七面鳥、アヒルおよびその他の家禽を飼育する農場で、養豚場はベーコン、ハム、その他の豚肉製品のために豚を飼育することを専門とする農場である。飼育形式は放し飼い、舎での集中的な飼育またはその両方であることもある。

## 語源
「farm」の語源はアングロ・サクソン人の言葉の「feorm」から来ている。feorm とは食料の貯蔵・供給と関係のある言葉で、さらにもともとは生産財や貨幣の等価物を王のための負担とするような課税の形態のことであった。時代を経て、こうした課税は土地賃貸税へと変わっていった。
一方、この単語は、中世ラテン語の名詞firmaに由来し、フランス語のfermeになり、固定された合意、契約を意味した。古典ラテン語の形容詞firmusは強く、頑丈、しっかりしていることも意味するが 、中世においては事実上すべての邸宅が主要収入源は農業の事業に依存していたので、「有料農場」fee farmの保有期間によって邸宅を保持することで、農業自体の実践と同義になったのである。以降、農地所有の意味での言葉として税金、慣習、荘園のグループの家賃、または単に「有料農場」 to farm　から、封建的土地所有によって個々の荘園を保持するかどうかにかかわらず、収入源を「耕作する」fee farmという動詞へともなる。

## 形態と規模

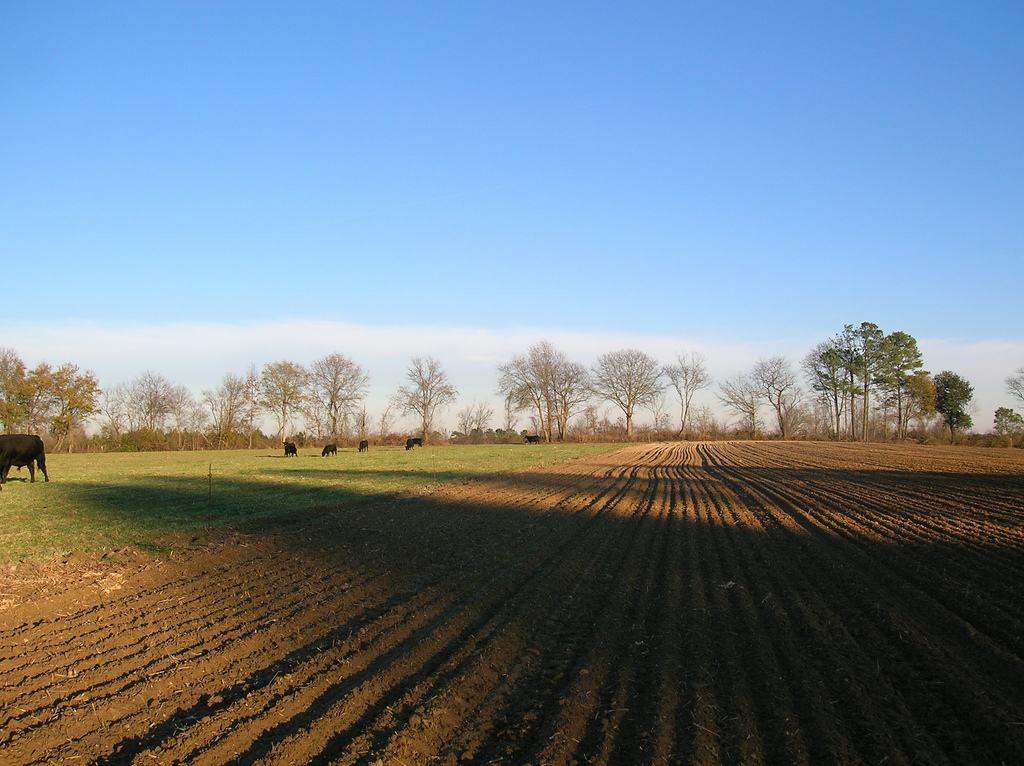
ノースカロライナ州の農場

イングランドでは農業単位としての農場は、常に牧草地やその他の畑の領域を、その農家、農場、別棟とともに示している。大規模な農場、または貴族などで同じ所有権を持つ農場のグループといった同じ所有者のもとにある複数の農場群は「農場（farm）」ではなく「地所（estate）」と呼ぶべきだとの意見もあり、農場と地所の区別ははっきりしない。逆に、所有者の住居を囲む自給自足の小さな農場がsmallholdingとしている。
オーストラリアで農業は重要な産業部門であるが、農場は建物を含めての一次生産に使用される土地との認識である。国連によると、同国で農業投入物の総支出はより大きな割合を地元で調達された投入物（例えば、労働力や有機肥料）の購入に向けており、地元の乗数効果もあると予想されている。全体として、グリーン農業の慣行があり、従来の農業よりも多くの労働投入を必要とする傾向もあり（たとえば、同等のレベルから30％も多い、FAO2007および欧州委員会2010）、農村地域で雇用を創出し、労働投入の収益率を高めているが、収入の大部分が他の雇用からのものであって農場が拡張された住居地である場合、家庭菜園と呼ばれるほうが一般的である。そしてこれにより娯楽目的では十分可能となるが、自立するのに十分な収入が得られる可能性はほぼない。こうした家庭菜園は一般に約2ヘクタール (4.9エーカー)であるが、地価（地域によって異なる）によってははるかに大きくなる場合がある。多くの場合、集中的に一次生産に使用されている非常に小さな農場も、専門分野によって酪農場ではなく豚舎、園芸農業などに活用されている。これは、単一の目的のために特別に開発され、より一般的な目的（混合）の農業慣行に使用できないことが多い肥育場にも当てはまる。遠隔地では農場はかなり大きくなる可能性もあるが、イギリスの地所と同様な、大規模な農場が拠点になる明確な規模や運営方法は存在しない。
ソビエト連邦などの社会主義国では農地の集団化が図られ、集団農場が作られたこともあった。ソ連ではコルホーズ（集団農場）、ソフホーズ（国営農場）といったものがあり、コルホーズでは農具や作物は共有物であった。
アフリカの農場はさまざまなものがみられる。気候に関連しており地域に応じて主に牛、羊、ダチョウ、馬、山羊などの放牧家畜の飼育と繁殖で、家畜は、肉、牛乳、皮、皮革、繊維（羊毛）のために飼育されているほかに養蚕などもなされさらにたくさんの狩猟農場、ゲストファーム、ゲームファームが存在する。耕作地または灌漑地は飼料穀物や動物の飼料用干し草などの作物を育てるために多くの利用がなされている。一部の農場（アストロファーム）では砂漠地と優れた光学性品のおかげで星空観察が非常に人気と化しており宇宙ガンマ線を調査する高エネルギー立体視システム（HESS）は、ナミビアのファームゲルシャウに存在する。
商品作物を生産するため、多数の農業労働者を雇い運営する農場をプランテーションという。特にかつての植民地や現在の発展途上国などで行われ、労働力を安価にするため奴隷労働に頼っていたこともあった。南北アメリカの統計では、1910年には6,406,000の農場で10,174,000の家族労働者となったが、2000年には2,172,000の農場と2,062,300の家族労働者と化した。女性が経営する米国の農場の割合は1978年の5％から2007年までに14％まで、ここ数十年で着実に上昇している。ほかに同国には300万人以上の移民と季節労働者が従事している。 72％は外国生まれ、78％は男性で、平均年齢は36歳、平均教育期間は8年とされ農業労働者の平均時給は1時間あたり9〜10ドルであり、非農業労働者の場合は1時間あたり平均18ドルを超える。彼らの平均世帯収入は2万ドル未満で、23％は連邦貧困レベル以下の収入の家族として暮らしている　すべての農業労働者家族の半数は年間10,000ドル未満しか稼いでおらず、これは4人家族の2005年の米国の貧困レベルである19,874ドルを大幅に下回っている。2007年には米国内外でエタノールの需要が高いため、トウモロコシ農場の面積が15％増加すると予想されている。生産者は9,050万エーカー（366,000km 2）を植えると予想されており、これは1944年以来最大のトウモロコシ作物となっている
パキスタンでは世界銀行によると、「経験的証拠として同国の大規模農場の土地生産性は小規模農場の土地生産性よりも低く、他の要因を一定に保っていることを示している」とし、農家の収入データによると、小規模農家は大規模農家よりも「1ヘクタールあたりの純利益が高い」としている　アジアではほかにネパールが農業国であり、総人口の約80％が農業に従事、酪農や養鶏も盛んに行われているが、同国では米がリンゴなどの果物と一緒の農場で生産されている
日本では農場は個人経営の小規模な田が中心である。明治以降、北海道など各地に西洋式の作物栽培と牧畜業を組み合わせた農場が数多く作られたが、特に岩手県に作られた小岩井農場が有名である。

## ギャラリー

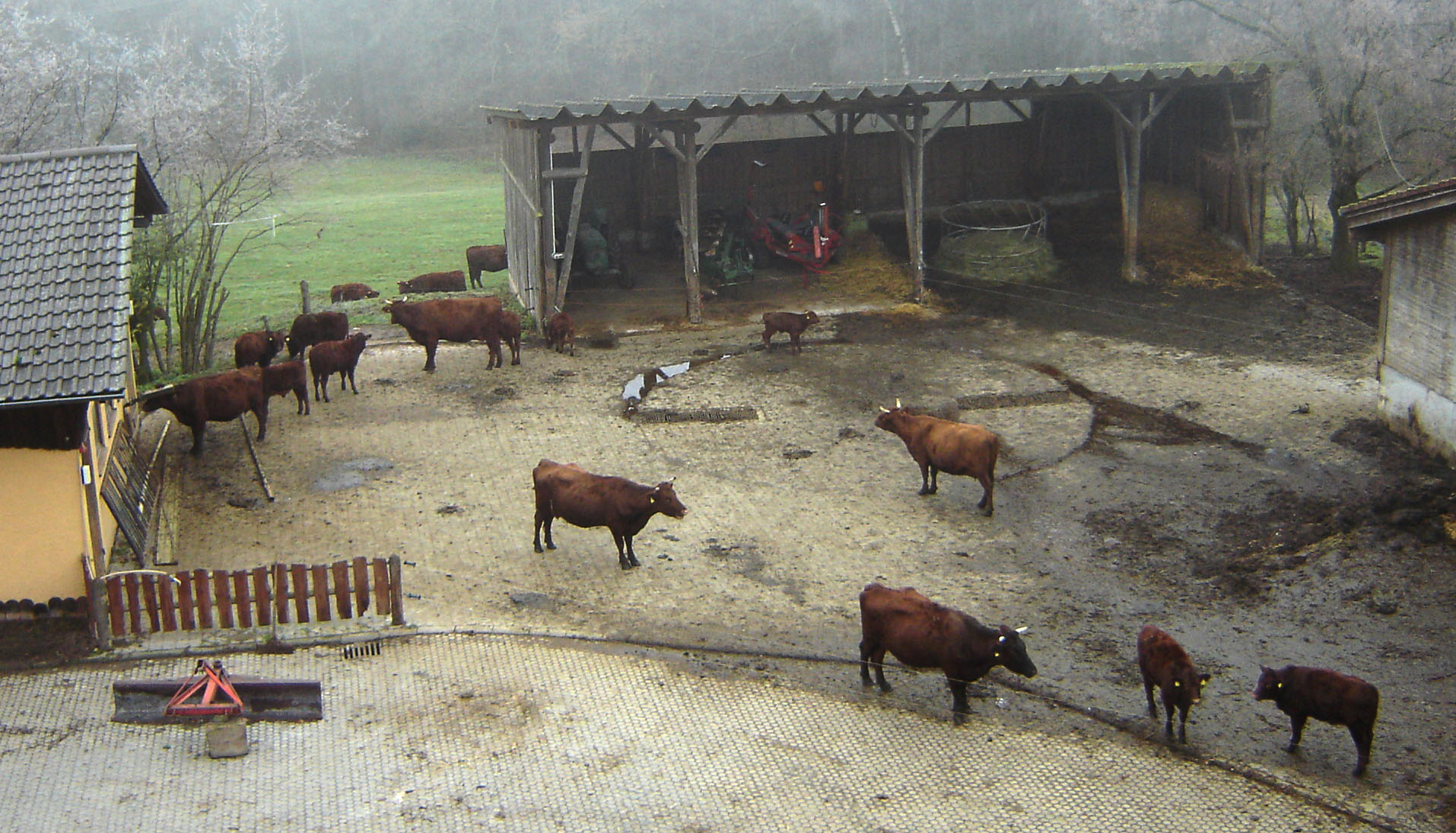
ドイツの農場
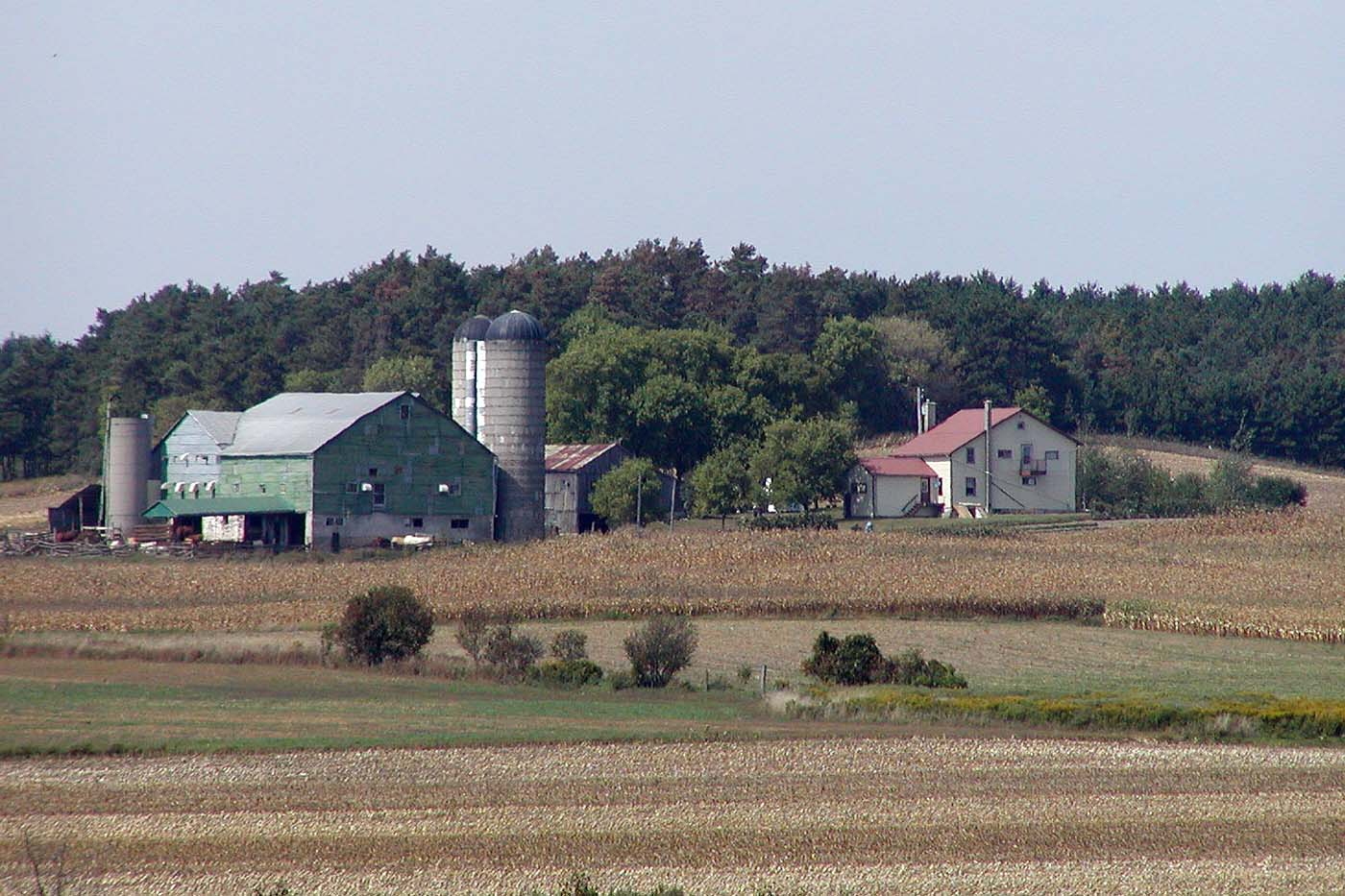
オンタリオにある典型的な北アメリカの農場と農場建築
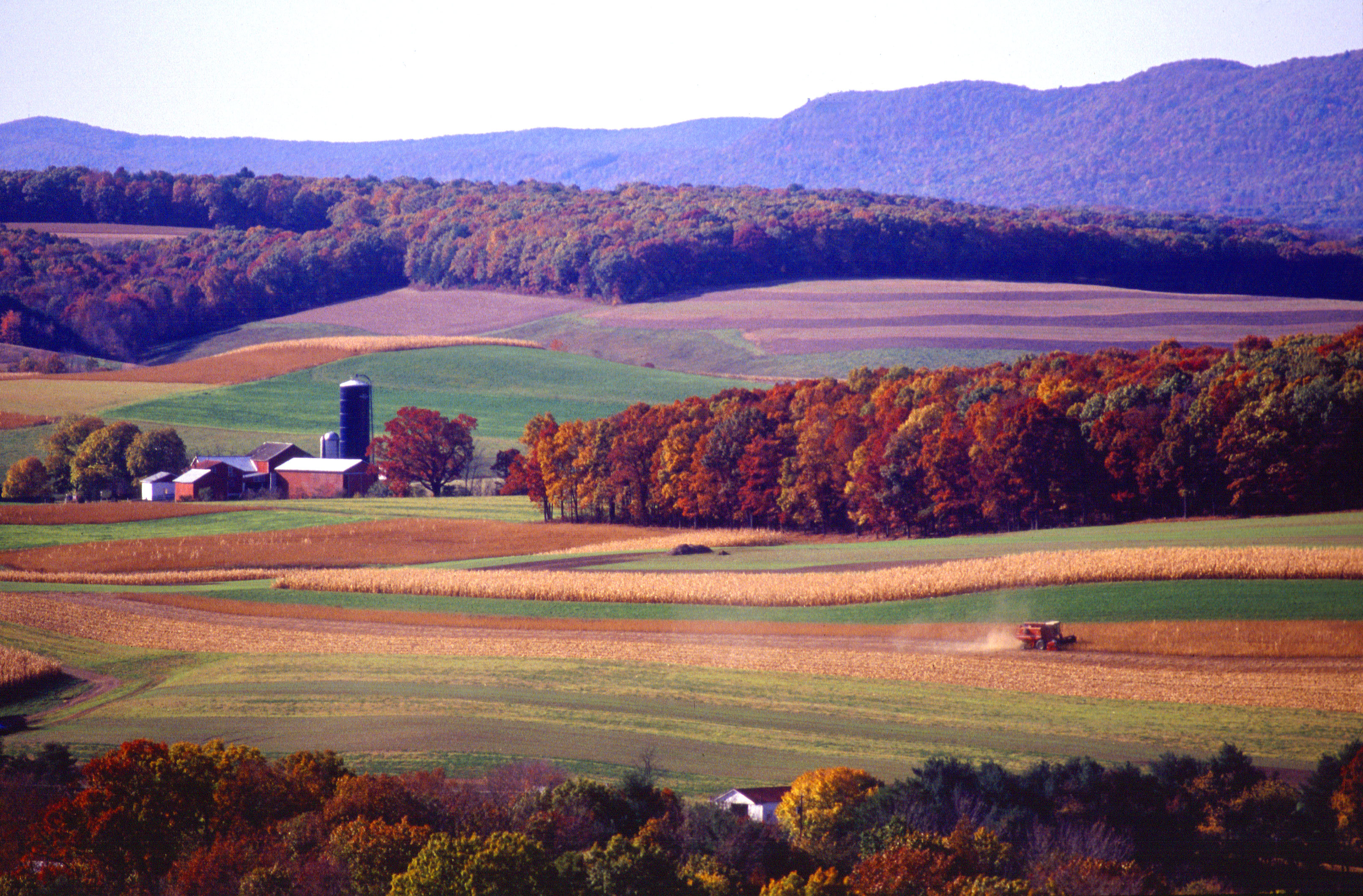
ペンシルベニア州、クリンガースタウンの農場
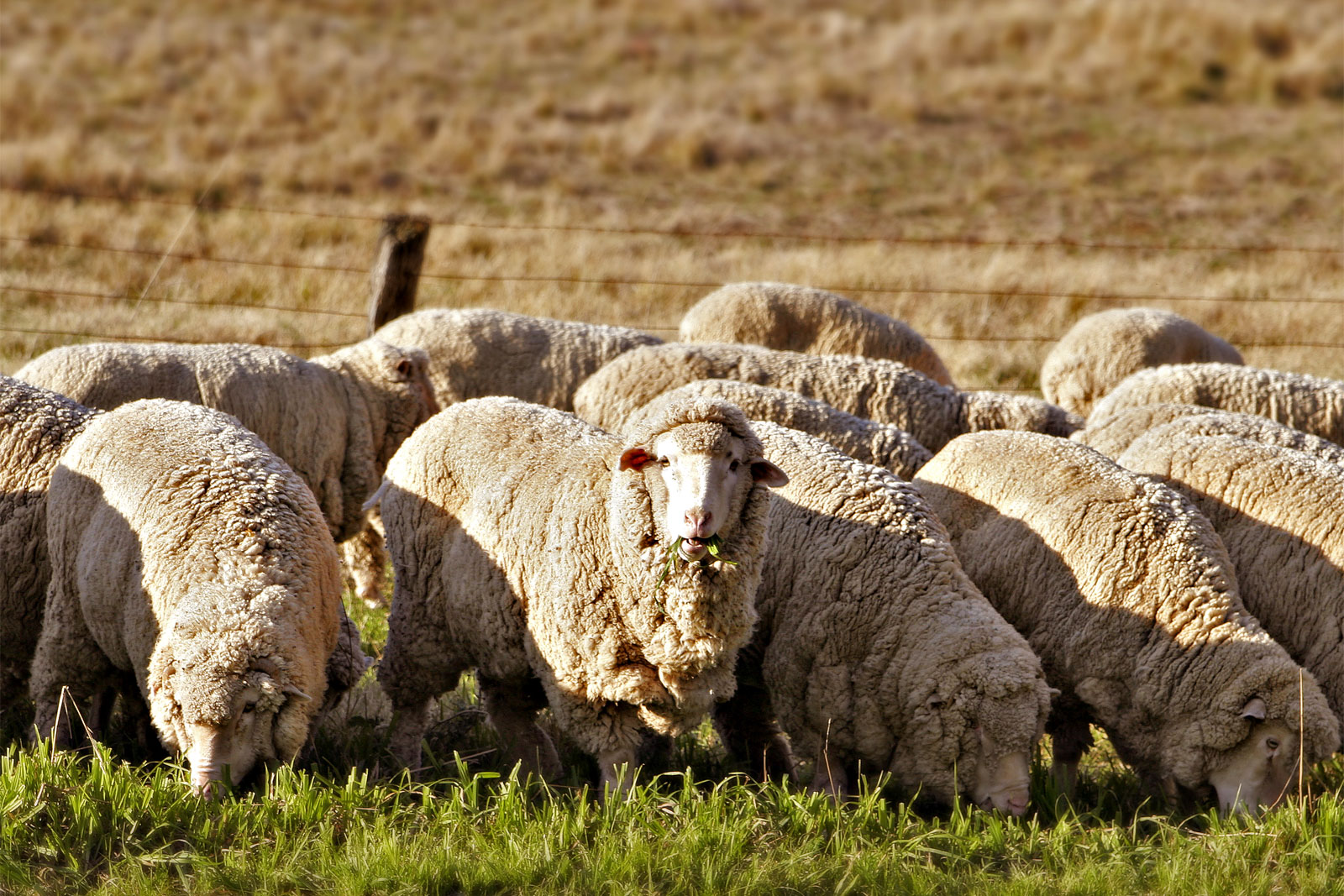
草を食む羊、オーストラリア
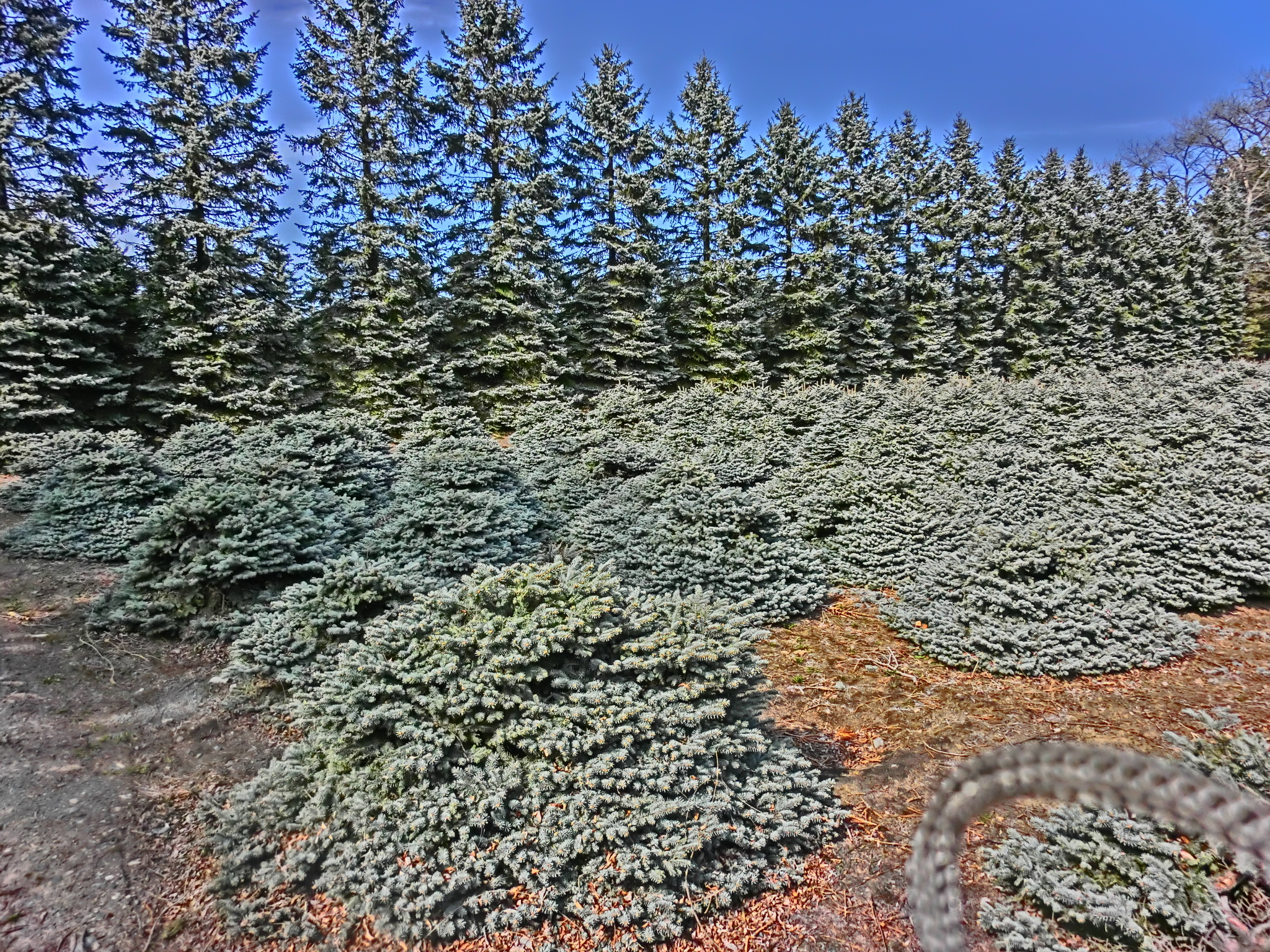
プンゲンストウヒの農場 北海道

## 農場の歴史
農業は、現代では、その地域に最も適した作物や家畜に特化する傾向があり、完成品は小売市場やさらなる加工のために販売され、農産物は世界中で取引されているが、人類の歴史のさまざまな場所や場所で革新されてきたことが知られる。狩猟採集社会から定住した農耕社会への移行は新石器革命と呼ばれ、約12000年前になる完新世の地質時代近で最初に開始が確認される。これは、歴史的に検証可能な世界初の農業革命である。その後の人間の農業慣行の段階的変化は、18世紀のイギリス農業革命と20世紀後半の緑の革命によって引き起こされているが、農業は中東からヨーロッパに広がり、紀元前4000年までにヨーロッパの中央部に住んでいた人々は、鋤や荷馬車を引くために牛を使用していたことがわかる。狩猟採集社会が食糧の「捕獲」ではなく食糧の「生産」に移行していき、農業は世界のさまざまな地域で独立的に開始される。約12000年前に西アジアで肥沃な三日月地帯で家畜化されたのが最初の始りの可能性があり、すぐに作物栽培が続いたとされる。
次に、農場の成立は、町や都市の成立につながる第一歩である。森林での採取や狩猟を行っていた時代から農業を始める時代になると、生産物の徴収・分配、市場での販売、道路の整備などが後に続く。
農園の規模は小さなものから始まったが、輸送手段の発達・市場経済の発達などにより次第に農場の規模が大きくなり、一方で小規模な自作農から他人の農地を耕す小作農となる者も現れた。植民地などではプランテーションなど極端に大きな農場も出現した。
農場をめぐる権利は多くの革命、解放戦争、植民地後（ポストコロニアル）経済などで焦点となってきた。

## 農園
農場の類義語に「農園」がある。国語辞典としては（『農園』 - コトバンク）園芸作物を栽培する農場という解説が多く、その他の比較にのとおり、加工その他の設備まで備わるものを農場、園芸栽培の場所を農園としている。
市民農園（ふれあい農園）や貸し農園（クラインガルテン、レジャー農園、体験農園、レンタル農園）のように農業経営（農作業の実施）を農地所有者である開設者が行なう形態だけでなくそれ以外の者（一般利用者）が行う形態も含まれることがある。
この他に「コミュニティ農園」と呼ばれる農園も展開されている。英語のCommunity farmには、農園の意味の他に農場ベースのコミューンなどにも呼称される。
観光農園も観光農園の一覧をみると、大王わさび農場のほかには「農園」が付く名称が多いが、西尾市憩の農園のような緑化木ショッピングセンターにも使用されている。
翻訳名称でも、
Battle of Lewis's Farmはルイス農園の戦い、
Battle of Chaffin's Farmはチャフィン農園の戦い、
Battle of Crysler's Farmはクライスラー農園の戦い、
Battle of Kolb's Farmはコルブ農園の戦い、
Archaeological Landscape of the First Coffee Plantations in the South-East of Cubaはキューバ南東部のコーヒー農園発祥地の景観、
映画『A Plantation Act』は、農園シーンでの歌、
国際労働機関の条約「Convention concerning Conditions of Employment of Plantation Workers」は、農園労働者の雇用条件に関する条約
と訳されているものもある。
プランテーション・ソングも農園歌と訳される。
夕やけ小やけふれあいの里も現名称になるまでは「夕やけ小やけ文化農園」という名称であった。
農園ホッコリーナは農園ゲームである。